# Mesochorus kumganensis
Mesochorus kumganensis là một loài tò vò trong họ Ichneumonidae.